# Portes de ville de Besançon
Liste des portes de ville de Besançon.
Il s'agit des portes historiques, dont certaines ont connu plusieurs versions. Seules subsistent aujourd'hui : la porte Rivotte et la porte Taillée ainsi que la porte Noire (arc de Triomphe).

## Liste
| Nom                                  | Construction | Histoire | Illustration |
| ------------------------------------ | ------------ | --- | ------------ |
| de Varesco (Saint Étienne)           | IVe siècle   | Porte transformée au fil des siècles, simultanément au mur de Varesco barrant le mont Saint-Etienne (illustration de son aspect au XVIIe siècle) v.1670 : Destruction du mur et de la porte pour la construction front de secours de la Citadelle |              |
| d'Arènes                             | Moyen Âge    | Une première porte au Moyen Âge remplacée par Vauban à la fin du XVIIe siècle (illustration) 1933 : Destruction de la seconde porte |              |
| de Charmont                          | Moyen Âge    | Une première porte au Moyen Âge Deuxième porte construite par Vauban à la fin du XVIIe siècle (illustration) 1894 : Destruction de la seconde porte |              |
| Battant                              | Moyen Âge    | Une première porte au Moyen Âge à côté de la tour Montmart Deuxième porte, construite par Vauban à la fin du XVIIe siècle (illustration) 1875 : remplacement par une troisième porte |              |
| du bastion de Chamars                | v.1770       | Ouverture dans le rempart intérieur de Chamars. Un pont avait été construit afin de franchir le bras du Doubs passant au pied du rempart. L'arasement du rempart, v.1875, a fait disparaître cette entrée. Seul le corps de garde subsiste. Vauban avait fait ouvrir, de part et d'autre, deux autres portes, également disparues, pour accéder aux moulins de la ville et de l'archevêque. |              |
| Battant                              | XIXe siècle  | 1875 : Troisième porte remplaçant la porte Vauban (illustration) 1956 : Destruction de cette porte |              |
| de Malpas                            | XIIe siècle  | Première porte au Moyen Âge 1546 : Reconstruction 1893 : Destruction |              |
| Noire                                | 171-175      | Arc de triomphe gallo-romain marquant l'entrée de la ville en arrivant d'Italie par l'actuelle Chapelle-des-Buis, puis porte fortifiée au moyen Âge, l'agglomération s'étant reportée au-dessus pour être protégée des invasions. Classé MH (1840) |              |
| Notre-Dame                           | Moyen Âge    | Une première porte au Moyen Âge Porte Vauban à la fin du XVIIe siècle (illustration) 1894 : Destruction de la seconde porte |              |
| Royale (du pont de Battant)          | 1693         | Construction d'un Arc de Triomphe entre 1691 et 1693 côté boucle Destruction en 1776 (pierres gélives) |              |
| de Bregille                          | 1689         | Il s'agissait d'une demi-lune faisant office d'avant-porte ; la porte était ouverte dans le rempart de l'enceinte urbaine en rive gauche du Doubs Pont, avant-porte et porte ont été construits à la fin du XVIIe siècle 1895 : Arasement du rempart de l'enceinte et de la porte, côté boucle Début XXe siècle : Démolition de la demi-lune, côté Bregille                                 |              |
| Rivotte                              | XVIe siècle  | Porte construite sous Charles Quint et modifiée sous Louis XIV. En 1893, les fossés sont comblés et les tours percées de deux passages pour les piétons tandis que le pont-levis et la herse sont supprimés et l'avant-corps du côté de la ville est rasé Classé MH (1944) |              |
| Taillée                              | Moyen Âge    | Passage pour piéton au moyen Age Construction d'une tour de gué en 1546 Élargissement du passage et construction d'un corps de garde, à côté de la tour, sous Louis XIV Dernier élargissement au début du XXe siècle avec dépose de la porte · Classé MH (1944) |              |
| du quai de Strasbourg (de la Pelote) | 1865         | Construite pour fermer le quai Napoléon, rebaptisé quai de Strasbourg en 1870. Les piliers de la porte ont été déposés dans les années 1920. |              |
| du quai Veil-Picard                  | 1880         | Construite pour fermer le quai Veil-Picard. Les piliers de la porte ont été déposés dans les années 1920. |              |